# NGC 2967
NGC 2967 este o emission-line galaxy⁠(d) situată în constelația Sextantul. A fost descoperită în 20 decembrie 1784 de către William Herschel. Se află la o distanță de 27,7 de megaparseci de Pământ.